# Малая Иловица
Малая Иловица (укр. Мала Іловиця) — село в Шумской городской общине Кременецкого района Тернопольской области Украины.
До 2020 года входило в Шумский район.
Население по переписи 2001 года составляло 240 человек. Почтовый индекс — 47112. Телефонный код — 3558.

## Персоналии
- Амфилохий Почаевский